# Kant-Oil Kant
Kant-Oil Kant (kirg. Футбол клубу «Кант-Ойл» Кант) – kirgiski klub piłkarski, mający siedzibę w mieście Kant, na północy kraju.

## Historia
Chronologia nazw:
- 1993: Chan-Tengri Kant (ros. «Хан-Тенгри» Кант)
- 1994: Kant-Oil Kant (ros. «Кант-Ойл» Кант)
- 1996: klub rozwiązano

Piłkarski klub Chan-Tengri został założony w miejscowości Kant w roku 1993. W 1993 zespół startował w Pucharze Kirgistanu oraz debiutował w Wyższej Lidze Kirgistanu, w której zajął 14.miejsce. W 1994 zmienił nazwę na Kant-Oil Kant i zdobył mistrzostwo kraju. W następnym sezonie powtórzył ten sukces, ale w 1996 z powodów finansowych nie przystąpił do rozgrywek i został rozwiązany. Większość zawodników klubu przeszło do AiK Biszkek.

## Sukcesy

### Trofea międzynarodowe
Nie uczestniczył w rozgrywkach azjatyckich (stan na 31-12-2015).

### Trofea krajowe
| \| \| Zdobyte trofea w rozgrywkach Kirgistanu (stan na: 31-12-2015) \| |                                                               |      |            |
| Rozgrywki                                                              | Osiągnięcie                                                   | Razy | Sezon(y)   |
| Mistrzostwo                                                            | I miejsce                                                     | 2    | 1994, 1995 |
| Mistrzostwo                                                            | II miejsce                                                    | 0    |            |
| Mistrzostwo                                                            | III miejsce                                                   | 0    |            |
| Puchar                                                                 | zdobywca                                                      | 0    |            |
| Puchar                                                                 | finalista                                                     | 0    |            |
| Puchar                                                                 | półfinalista                                                  | 1    | 1994       |
| II liga                                                                | I miejsce                                                     | ?    |            |
| II liga                                                                | II miejsce                                                    | ?    |            |
| II liga                                                                | III miejsce                                                   | ?    |            |
| Kirgistan                                                              | Zdobyte trofea w rozgrywkach Kirgistanu (stan na: 31-12-2015) |      |            |

## Stadion
Klub rozgrywał swoje mecze domowe na stadionie Cementnik w Kant, który może pomieścić 3000 widzów.